# Czy mężczyźni to pedofile?
Czy mężczyźni to pedofile? (ang. Are All Men Pedophiles?) – film dokumentalny rwandyjsko-niderlandzkiego producenta Jana-Willema Breure'a z 2012 roku. Prezentowany przez 14-letnią modelkę Savannah van Zweeden i poruszający tematykę pedofilii i hebefilii, film został sfinansowany ze środków prywatnych, głównie przez 23-letniego Breure'a (reszta środków pochodzi z Królewskiej Akademii Sztuki w Hadze, niderl. Koninklijke Academie van Beeldende Kunsten). Film miał światową premierę na Queens World Film Festival w Nowym Jorku 2 marca 2012 roku i był pokazywany na wielu festiwalach filmowych.

## Streszczenie
Dokument bada zjawisko znane jako histeria pedofilska i twierdzi, że istnieje „polowanie na czarownice” (ang. witch hunt) w stosunku do mężczyzn. Ponadto twierdzi, że w celu ochrony dzieci, społeczeństwo zaczęło izolować mężczyzn. Film sugeruje, że wszyscy mężczyźni są postrzegani jako potencjalni pedofile i analizuje polityczne i społeczne konsekwencje tego założenia.
Slogan filmu to "Osiemnaście to tylko liczba", wyrażające jego główne twierdzenie, że wszyscy mężczyźni są hebefilami. Film przekonuje, że społeczeństwo musi odróżnić to od prawdziwej pedofilii, która jest główną lub wyłączną preferencją seksualną wobec dzieci w wieku przedszkolnym.
Dokument spogląda na pedofilię z perspektywy kulturowej i zawodowej, przeprowadzając wywiady z kilkoma ekspertami, w tym neurobiologami, psychologami, seksologami i modelkami. Wśród autorów znaleźli się neurobiolog Dick Swaab, psycholog sądowy Corine de Ruiter, modelka Jinnah Lou Domino i były rzecznik Partii na rzecz Miłości Bliźniego, Wolności i Różnorodności, Marthijn Uittenbogaard.

## Opinia krytyków
Film został poparty przez Woeta Gianottena, współzałożyciela i członka zarządu ISSC (International Society for Sexuality and Cancer). W odpowiedzi na sugestię filmu, że subkultura mody Lolita jest dowodem na to, że seksualizacja nastolatków i hebefilia jest akceptowana kulturowo, członkowie społeczności modowej Lolita złożyli petycję Change.org, która twierdzi, że film skłania publiczność do przekonania, że ich społeczność dotyczyła seksu, podczas gdy w rzeczywistości chodziło o modę i autoekspresję.
Michael C. Seto wyjaśnił, że hebefilom podobają się dojrzewające dzieci, które są jeszcze niedojrzałe fizycznie, a większość mężczyzn nie jest hebefilami. Mężczyźni raczej preferują młodych dorosłych i, w mniejszym stopniu, starszych nastolatków. Podobnie socjolog Sarah Goode stwierdziła, że o ile „całkiem normalne” jest, że mężczyźni pociągają nastolatków, o tyle nie wszyscy mężczyźni lgną do tej grupy wiekowej. Seto stwierdził również, że seks z dorosłymi może być szkodliwy dla starszych nastolatków, ponieważ przeciętnie „są oni mniej rozwinięci poznawczo, emocjonalnie i społecznie” w porównaniu z dorosłymi, co czyni ich „zagrożonymi wyzyskiem lub manipulacją”.
Jeden z plakatów do filmu przedstawia 14-letnią modelkę, która wygląda na starszą z tagiem „Czy uważasz mnie za atrakcyjną?”. Breure stwierdził, że wybrał młodą modelkę, aby „skonfrontować ludzi z problemem”, dodając, że „jest atrakcyjna” dla przeciętnego mężczyzny. BuzzFeed doniósł, że 14-letnia modelka została oszukana, ponieważ powiedziano jej, że zdjęcie ma być wykorzystane w związku z japońską modą, a nie do promocji filmu o pedofilii. Breure odrzucił jednak to oskarżenie, twierdząc, że 14-letniej modelce pokazano tytuł filmu, który został zapisany na formularzu dopuszczenia do obrotu zdjęć.
Breure został skrytykowana w artykule BuzzFeed, za brak jasnej agendy politycznej. Stwierdzono w artykule, że film i jego reżyser wydają się być ostrożni w kwestii tego, czy należy zmienić granice wieku przyzwolenia w krajach zachodnich. Blog feministyczny Jezebel skomentował to następująco: „On po prostu uważa, że nastoletnie dziewczyny są gorące i nie chce, żebyś uważała, że to obrzydliwe, ok?”.
Brande Victorian z magazynu internetowego Clutch argumentowała, że twierdząc, iż niesprawiedliwe jest oczekiwanie od mężczyzn, by powstrzymywali się od działania w stosunku do nastolatków, a autor filmu propaguje stereotyp, że mężczyźni nie mogą kontrolować swoich pragnień seksualnych.

## Nagrody
Film zdobył nagrodę Sexology Media Prize 2012, wydaną przez Dutch Sexology Association (NVVS).